# Letecká základna Tel Nof
Základna Izraelského vojenského letectva Tel Nof (hebrejsky בסיס חיל-האוויר תל נוף‎, Besis chejl ha-avir Tel Nof) (ICAO: LLEK), též známá jako Air Force Base 8 (doslova „základna letectva 8“), je jedna ze tří hlavních leteckých základen Izraelského vojenského letectva (IAF). Tel Nof se nachází poblíž města Rechovot. Základna byla založena během Britského mandátu Palestina pod názvem RAF Aqir a sloužila jako hlavní základna Královského letectva (anglicky: Royal Air Force, RAF) v Palestině. Během války za nezávislost byla pojmenována základna Ekron. Dnes je Tel Nof domovskou základnou několika bojových a vrtulníkových letek. Zároveň je domovskou základnou několika speciálních jednotek Izraelských obranných sil, včetně Jednotky 669 (letecká záchranná a evakuační jednotka) a výcvikového centra parašutistů. Do dubna 1966 byla domovskou základnou pro leteckou akademii IAF, která se poté přestěhovala na leteckou základnu Chacerim.

## Jednotky
- 106. peruť – F-15C/D
- 114. peruť – CH-53
- 118. peruť – CH-53
- 133. peruť – F-15C/D
- 210. peruť – IAI Ejtan
- Letecké zkušební centrum
- Jednotka 669, letecká záchranná a evakuační jednotka
- Parašutistické výcvikové centrum